# Kim Plofker
Kim Leslie Plofker (née le 25 novembre 1964) est une mathématicienne et historienne des mathématiques américaine, spécialisée dans les mathématiques indiennes. 

## Biographie
Kim Plofker obtient son diplôme en mathématiques du Haverford College. Elle obtient son doctorat en 1995, avec une thèse intitulée « Mathematical Approximation by Transformation of Sine Functions in Medieval Sanskrit Astronomical Texts », soutenue à l'université Brown sous la direction de David Pingree. Elle poursuit ses recherches dans cette même université, puis elle est nommée professeure invitée.  
À la fin des années 1990, elle est directrice technique du Comité américain des manuscrits d'Asie du Sud de l'American Oriental Society, où elle s'occupe également de l'élaboration de programmes de comparaison de textes. De 2000 à 2004, elle travaille à l'Institut Dibner pour l'histoire des sciences et de la technologie du Massachusetts Institute of Technology. En 2004 et 2005, elle est professeure invitée à l'université d'Utrecht et en même temps membre de l'Institut international d'études asiatiques (en) à Leyde. Elle est actuellement professeure associée à l'Union College à Schenectady, dans l'État de New York.

## Activités de recherche
Kim Plofker s'intéresse à l'histoire des mathématiques indiennes, et elle publie en 2008 Mathematics in India, qui s'est imposé comme un ouvrage de référence. Elle étudie particulièrement les échanges concernant les mathématiques et l'astronomie entre l'Inde et l'Islam au Moyen Âge, et plus généralement les échanges en sciences exactes entre l'Europe et l'Asie, depuis l'Antiquité jusqu'au XXe siècle. 
Le mathématicien David Mumford rappelle, dans sa recension de cet ouvrage qu'« il n'y a qu'une autre enquête, History of Hindu Mathematics de Datta et Singh en 1938… complétée par Geometry in Ancient and Medieval India, également difficile à trouver, par Sarasvati Amma (1979) », où, « on peut avoir un aperçu de la plupart des sujets » en mathématiques indiennes.

## Prix et distinctions
En 2010, elle donne une conférence plénière au Congrès international des mathématiciens, Hyderabad (règles indiennes, règles de Yavana: identité étrangère et transmission des mathématiques). 
En 2011, elle reçoit la médaille Brouwer de la Société royale mathématique des Pays-Bas. 

## Publications
- (en) Kim Plofker, « An example of the secant method of iterative approximation in a fifteenth century », Historia Mathematica, vol. 23,‎ 1996, p. 246–256 (ISSN 0315-0860, DOI 10.1006/hmat.1996.0026).
- (en) « Euler and Indian Astronomy », dans Robert E. Bradley, Leonhard Euler : Life, work and legacy, vol. 5, Amsterdam, Elsevier, coll. « Studies in the history and philosophy of mathematics », 2008 (ISBN 978-0-444-52728-8), p. 147–166).
- (en) « Mathematics in India », dans Victor J. Katz, The mathematics of Egypt, Mesopotamia, China, India and Islam. A sourcebook, Princeton NJ, Princeton University Press, 2007 (ISBN 978-0-691-11485-9), p. 385–514.
- Mathematics and its worldwide history, Nieuw Archief voor Wiskunde, mars 2012, pdf.
- (en) Studies in the history of Exact Sciences in Honour of David Pingree, vol. 54, Brill, Leiden, Brill, coll. « Islamic Philosophy, Theology, and Science », 2004, 890 p. (ISBN 90-04-13202-3).
- (en) Mathematics in India, Princeton University Press, 2009 (présentation en ligne).
- (en) « The "Error" in the Indian "Taylor Series Approximation" to the Sine », Historia Mathematica, vol. 28, no 4,‎ 200, p. 283-295 (DOI 10.1006/hmat.2001.2331).
- Mémorial de Kim Plofker et Bernard R. Goldstein dans Aestimatio en mémoire de David Pingree.
- « Fazārī: Muḥammad ibn Ibrāhīm al‐Fazārī », dans The Biographical Encyclopedia of Astronomers, New York, Thomas Hockey, 2007, 362–3 p. (ISBN 978-0-387-31022-0, lire en ligne){{Article encyclopédique}} : l'usage du paramètre |périodique = Springer laisse présager

 (PDF version)
- (en) The Mathematics of Egypt, Mesopotamia, China, India, and Islam : A Sourcebook, Princeton (N.J.), PUP, 2007, 685 p. (ISBN 978-0-691-11485-9, présentation en ligne), p. 418-419
- (en) « ‘Yavana’ and ‘Indian’: Transmission and Foreign Identity in the Exact Sciences », Annals of Science, vol. 68, no 4,‎ octobre 2011, p. 467-476 (DOI 10.1080/00033790.2011.615341)